# 迭戈·科洛托
迭戈·丹尼尔·科洛托（西班牙語：Diego Daniel Colotto，1981年3月10日—），阿根廷足球运动员，司職中後衛，目前效力西甲俱乐部西班牙人。

## 俱乐部生涯
来到西班牙之前，科洛托先后在阿根廷和墨西哥踢球。 尽管面临来自意甲球队和英超球队的争夺，拉科鲁尼亚还是以250万欧元的价格买入了这位曾经代表阿根廷U21国家队参加了2001年世青赛的青年国脚。
科洛托给西班牙的球迷们留下的最深刻印象是在联盟杯预选赛上打进两球，最终帮助球队淘汰了布拉恩。
2012年6月23日，西班牙人宣佈簽入科洛托至2015年夏季。